# Google Map Maker
Google Map Maker, або Картограф Google — колишній сервіс для редагування карт, запущений Google у червні 2008 року та закритий у березні 2017 року. В Україні став доступний 8 серпня 2012 року. В регіонах, де важко знайти постачальників хороших картографічних даних, вклади користувачів можуть бути використані для підвищення якості карти. Зміни в Google Map Maker з'являються на Google Maps після огляду модераторів Google. Google Map Maker використовується у так званих Google Мапатонах, що проводяться щорічно.
У листопаді 2016 року було оголошено про те, що підтримку Картографа Google буде припинено в березні 2017 року, і про переміщення Картографа Google у Карти Google.

## Інтерфейс
Користувачі мають можливість редагувати об'єкти безпосередньо на карті, де вже намальовані контури, і можуть додавати нові об'єкти, такі як дороги, залізниці, річки тощо. Крім того, користувачі можуть додавати певні типи об'єктів, такі як місцеві бізнес-послуги або магазини. На перший погляд, сайт виглядає ідентично Google Maps, доступні три види (карта, супутниковий та гібридний), які дозволяють користувачам переглядати дані карти, супутникові знімки або їх комбінацію.
Використовуючи пошук або перегляд об'єктів, користувачі мають можливість додавати та редагувати наявні об'єкти на карті. Доступні два види інструментів малювання: мітки (точка на карті) і лінії (для малювання доріг, залізниць, річок тощо). До травня 2015 року було доступне редагування контурів (для позначення меж і кордонів, парків, озер тощо). Такий підхід заохочував користувачів додавати об'єкти, які видно на наявних супутникових знімках. Він не є корисним в районах з низьким роздільною здатністю супутникових знімків, де користувачі створюють менше картографічних даних.
Внесок нових користувачів модерується більш досвідченими користувачами або рецензентами Google, щоб гарантувати якість і запобігти вандалізму. В міру того, як користувачі роблять успішніші внески, їх редагування менш ретельно контролюються і можуть бути опубліковані на карті відразу. Великі зміни не одразу з'являються на карті, відображення може зайняти деякий час.
Автори можуть позначити області на карті, як їх «околиці», тобто область, яку вони знають досить добре, щоб зробити детальний внесок. Користувачі також можуть перевіряти внесок інших у межах їх околиці. Ця інформація є приватною; околиця, яку обрав користувач, не пов'язана з публічним профілем користувача.

## Доступність
На 5 серпня 2018 року сервіс закрито. Майже усі його функції перенесенні у «Карти Google».
До моменту закриття був доступний у таких країнах: Бангладеш, Білорусь, Боснія і Герцеговина, Бразилія, Камбоджа, Канада, Коста-Рика, Хорватія, Чехія, Демократична Республіка Конго, Данія, Єгипет, Сальвадор, Естонія, Франція, Грузія, Німеччина, Угорщина, Індія, Іран, Ірак, Італія, Казахстан, Кувейт, Північна Македонія, Малайзія, Мексика, Молдова, Марокко, Непал, Нідерланди, Нова Зеландія, Нігерія, Пакистан, Панама, Перу, Філіппіни, Польща, Пуерто-Рико, Румунія, Росія, Сербія, Словаччина, Саудівська Аравія, Шрі-Ланка, Швеція, Тайвань, Україна, Велика Британія, США, Венесуела і В'єтнам.

## Критика
Згідно Умов використання Картографа Google:"Надсилаючи користувацькі пропозиції в Службу, ви надаєте Google безстрокову, безвідкличну, безоплатну й невиключну ліцензію на відтворення, адаптацію, редагування, переклад, публікацію, публічне відтворення та розповсюдження наданої інформації в усьому світі, а також на створення похідних робіт." Але, хоча Google дає можливість отримати дані деяких країн, він не надає відкритого інтерфейсу для доступу до даних.